# 4422 Jarre
4422 Jarre (1942 UA) là một tiểu hành tinh vành đai chính được phát hiện ngày 17 tháng 10 năm 1942 bởi Louis Boyer ở Algiers. Nó được đặt theo tên French composers Jean-Michel Jarre, (one of the pioneers ở electronic music) và his father Maurice Jarre (film composer).